# Rolls-Royce Phantom VIII
Rolls-Royce Phantom VIII er en luksussedan fra det britiske bilfirma Rolls-Royce. Det er den ottende og nuværende generation af Rolls-Royce Phantom. Den blev lanceret i juli 2017.